# مجرة راديوية على شكل-X
مجرة راديوية على شكل-X هي مجرات راديوية مزدوجة الفصوص  ومصدر راديو خارج المجرة يظهر فلقتين أو فصين ("الأجنحة") رادوية منخفضة سطوع السطح أو مرتفعة سطوع السطح موجهة في زاوية الفلقتين النشطة، كلا الفصين يمران بشكل متناظر من خلال مركز المجرة الإهليلجية و هذا يجعل المجرة الرادوية تبدو على شكل X كما هو ظاهر على خرائط الراديو.كان أول وصف لمصادر على شكل X من قبل جي. بي. يهي و بي. بارما في عام 1992، حيث قدما قائمة تضم 11 جرم .المجرات على شكل X تصنيف فرعي لمجرات فونراوف-رايلي الرادوية.

## وصلات خارجية
- Massive black hole binary evolution مقال يستعرض الثقوب السوداء الثنائية
- Scientists Detect "Smoking Gun" of Colliding Black Holes مقالة عن المجرات على شكل X